# Islas Laseron
Las islas Laseron (66°59′S 142°48′E / -66.983, 142.800) son una cadena de pequeñas islas rocosas cubiertas de hielo en la Antártida. Las mismas se encuentran a 6 km al este de cabo Denison en la bahía de la Commonwealth. Fueron descubiertas por la Expedición Antártica Australiana (1911–1914) al mando de Douglas Mawson, quien las nombró en honor a Charles F. Laseron, taxidermista de la expedición.

## Reclamación territorial
Las islas son reclamadas por Australia como parte del Territorio Antártico Australiano, pero esta reclamación está sujeta a las disposiciones del Tratado Antártico.